# Elecciones estatales de Sonora de 1979
Las elecciones estatales de Sonora de 1979 se llevaron a cabo el domingo 1 de julio de 1979, simultáneamente con las elecciones federales y en ellas se renovaron los siguientes cargos de elección popular:
- Gobernador de Sonora. Titular del Poder Ejecutivo del estado, electo para un periodo de seis años no reelegibles en ningún caso, el candidato electo fue  Samuel Ocaña García.
- 68 Ayuntamientos. Compuestos por un Presidente Municipal y regidores, electos para un periodo de tres años no reelegibles para el periodo inmediato.
- Diputados al Congreso del Estado. Electos por mayoría relativa en cada uno de los Distrito Electorales.

## Resultados electorales

### Gobernador
|  | 16.5 % |

|  | 83.5 % |

|  | 100.00 % |

Fuente: Instituto de Mercadotecnia y Opinión

### Municipios
| Partido/Alianza | Partido/Alianza | Municipios |
| --------------- | --- | ---------- |
|                 | Partido Acción Nacional | 3          |
|                 | - Partido Revolucionario Institucional - Partido Popular Socialista - Partido Auténtico de la Revolución Mexicana - Partido Comunista Mexicano | 65         |
|                 | Partido Demócrata Mexicano | 1          |
|                 | Partido Socialista de los Trabajadores | 0          |
|                 | Partido Revolucionario de los Trabajadores | 0          |

Fuente: Instituto de Mercadotecnia y Opinión

#### Ayuntamiento de Hermosillo
- Alicia Arellano Tapia  Hecho